# 俄羅斯共和國
俄羅斯共和國（俄語：Российская Республика，羅馬化：Rossiyskaya respublika，發音：[rɐˈsʲijskəjə rʲɪsˈpublʲɪkə]）是一個短暫的政體。按照法律，它在1917年3月15日［儒略曆3月2日］的二月革命後開始接手控制皇帝尼古拉二世退位後的俄罗斯帝国。6個月後，1917年11月7日［儒略曆10月25日］列寧發動十月革命推翻共和國，並建立起蘇維埃俄國。雖然共和國政府正式是由臨時政府控制，但實際上部分控制權是被彼得格勒蘇維埃掌握。

## 主要政府機構
- 俄羅斯共和國臨時議會
- 俄罗斯临时政府
- 臨時全俄羅斯政府